# Ydale
Ydale eller Ydalir (= Takstrædalen) er i nordisk mytologi guden Ulls hjemsted i udkanten af Asgård. Yr eller Y- var norrønt for takstræ, men blev senere til I- i stednavne som Ikast, Irup og Isted.
Ydale omtales kun i 5. vers af i Grimnismål i Ældre Edda, hvor Odin forklædt som Grimne fortæller Agnar om Ulls bosted, der i øvrigt nævnes som nr. 2 (efter Thors Trudvang) af de tolv gudehjem, digtet opremser. Åbenbart har guden Ull været vigtig for digteren.
Ydale er stedet,
hvor Ull byggede
sine sale selv;
guderne overdrog
Alfheim til Frej
i tidernes morgen som tandgave.